# دونالدسون ساکی
دونالدسون ساکی (انگلیسی: Donaldson Sackey؛ زادهٔ ۳۰ سپتامبر ۱۹۸۸) بازیکن فوتبال اهل توگو است.
از باشگاه‌هایی که در آن بازی کرده‌است می‌توان به باشگاه فوتبال فارست گرین راورز و باشگاه فوتبال کامپوستلا اشاره کرد.
وی همچنین در تیم ملی فوتبال توگو بازی کرده‌است.